# Estación de Rivas Vaciamadrid
Rivas Vaciamadrid es una estación de la línea 9 del Metro de Madrid situada en el municipio de Rivas-Vaciamadrid, en la zona sur de la ciudad, junto al núcleo primigenio de Vaciamadrid.

## Historia
La estación se encuentra dentro del tramo gestionado por TFM. Entró en servicio el 7 de abril de 1999 con el tramo de la línea 9 entre Puerta de Arganda y Arganda del Rey.
La estación es una de las pocas de la red que se encuentra en superficie y cuenta con un aparcamiento disuasorio en el exterior.
El proyecto original contemplaba el nombre de Rivas Pueblo para la estación, pero al final se descartó eligiendo el nombre de Rivas-Vaciamadrid.

## Accesos
Vestíbulo Rivas Vaciamadrid
- Wenceslao García C/ Wenceslao García, s/n

## Líneas y conexiones

### Metro
| << cabecera                                       | < estación   | línea | estación > | cabecera >>     |
| ------------------------------------------------- | ------------ | ----- | ---------- | --------------- |
| Paco de Lucía Cambio de tren en Puerta de Arganda | Rivas Futura |       | La Poveda  | Arganda del Rey |

### Autobuses
| Diurnos |                   |                                                                    |          |
| Línea   | Destino           | Parada                                                             | Operador |
| 1       | Barrio de La Luna | 21044 Av. Francia-Est. Rivas-Vaciamadrid (Calle de San Isidro, 1A) | La Veloz |

| Diurnos   |                                               |                                                                    |              |
| Línea     | Destino                                       | Parada                                                             | Operador     |
| 330       | Arganda del Rey (Hospital) - Morata de Tajuña | 21044 Av. Francia-Est. Rivas-Vaciamadrid (Calle de San Isidro, 1A) | La Veloz     |
| 332       | Madrid (Conde de Casal)                       | 21044 Av. Francia-Est. Rivas-Vaciamadrid (Calle de San Isidro, 1A) | La Veloz     |
| 336       | Madrid (Conde de Casal)                       | 21044 Av. Francia-Est. Rivas-Vaciamadrid (Calle de San Isidro, 1A) | La Veloz     |
| 337       | Madrid (Conde de Casal)                       | 21044 Av. Francia-Est. Rivas-Vaciamadrid (Calle de San Isidro, 1A) | La Veloz     |
| 312       | Arganda del Rey (El Mirador)                  | 21072 Ctra. A3-Est. Rivas-Vaciamadrid (sentido Valencia)           | ALSA         |
| 312A      | Arganda del Rey (El Mirador) por La Poveda    | 21072 Ctra. A3-Est. Rivas-Vaciamadrid (sentido Valencia)           | ALSA         |
| 313       | Valdilecha                                    | 21072 Ctra. A3-Est. Rivas-Vaciamadrid (sentido Valencia)           | ALSA         |
| 326       | Mondéjar-Driebes                              | 21072 Ctra. A3-Est. Rivas-Vaciamadrid (sentido Valencia)           | ALSA         |
| 336       | Morata de Tajuña                              | 21072 Ctra. A3-Est. Rivas-Vaciamadrid (sentido Valencia)           | La Veloz     |
| 337       | Chinchón-Valdelaguna                          | 21072 Ctra. A3-Est. Rivas-Vaciamadrid (sentido Valencia)           | La Veloz     |
| 351       | Estremera-Barajas de Melo                     | 21072 Ctra. A3-Est. Rivas-Vaciamadrid (sentido Valencia)           | Empresa Ruiz |
| 352       | Fuentidueña-Tarancón                          | 21072 Ctra. A3-Est. Rivas-Vaciamadrid (sentido Valencia)           | Empresa Ruiz |
| 353       | Villamanrique-Santa Cruz de la Zarza          | 21072 Ctra. A3-Est. Rivas-Vaciamadrid (sentido Valencia)           | Empresa Ruiz |
| 312       | Madrid (Conde de Casal)                       | 21073 Ctra. A3-Est. Rivas-Vaciamadrid (sentido Madrid)             | ALSA         |
| 312A      | Madrid (Conde de Casal)                       | 21073 Ctra. A3-Est. Rivas-Vaciamadrid (sentido Madrid)             | ALSA         |
| 313       | Madrid (Conde de Casal)                       | 21073 Ctra. A3-Est. Rivas-Vaciamadrid (sentido Madrid)             | ALSA         |
| 326       | Madrid (Conde de Casal)                       | 21073 Ctra. A3-Est. Rivas-Vaciamadrid (sentido Madrid)             | ALSA         |
| 351       | Madrid (Ronda de Atocha)                      | 21073 Ctra. A3-Est. Rivas-Vaciamadrid (sentido Madrid)             | Empresa Ruiz |
| 352       | Madrid (Ronda de Atocha)                      | 21073 Ctra. A3-Est. Rivas-Vaciamadrid (sentido Madrid)             | Empresa Ruiz |
| 353       | Madrid (Ronda de Atocha)                      | 21073 Ctra. A3-Est. Rivas-Vaciamadrid (sentido Madrid)             | Empresa Ruiz |
| 330       | Rivas-Vaciamadrid                             | 21069 Piscina Maspalomas-Est. Rivas-Vaciamadrid                    | La Veloz     |
| Nocturnos |                                               |                                                                    |              |
| Línea     | Destino                                       | Parada                                                             | Operador     |
| N302      | Madrid (Conde de Casal)                       | 21044 Av. Francia-Est. Rivas-Vaciamadrid (Calle de San Isidro, 1A) | La Veloz     |
| N303      | Arganda del Rey                               | 21072 Ctra. A3-Est. Rivas-Vaciamadrid (sentido Valencia)           | ALSA         |
| N303      | Madrid (Conde de Casal)                       | 21073 Ctra. A3-Est. Rivas-Vaciamadrid (sentido Madrid)             | ALSA         |